# Grb Martinika
Grb Martinika službeno je samo logo, na kojem piše REGION MARTINIQUE - La collectivité au service du pays, jer je Martinik prekomorska regija Francuske. Često se koristi neslužbeni grb, koji je bijelim križem podijeljen na četiri plava polja, u kojima su četiri bijele zmije.